# يان وايلز
يان وايلز (بالإنجليزية: Ian Wiles)‏ هو لاعب كرة قدم بريطاني، ولد في 28 أبريل 1980 في وودفورد ‏ في المملكة المتحدة. لعب مع كولتشستر يونايتد ونادي تشيلمسفورد وهيبريدج سويفتس.